# Hugh Banton
Pour les articles homonymes, voir Banton (homonymie).
Hugh Robert Banton (né en 1949 à Yeovil, Somerset) est un organiste britannique, principalement connu en tant que membre du groupe de rock progressif Van der Graaf Generator, au sein duquel il joue de l'orgue (Farfisa et Hammond), mais aussi du piano et de la basse.
En 1976, il quitte Van der Graaf Generator pour devenir facteur d'orgue, fondant sa propre société en 1991. Il continue cependant à jouer sur divers albums, notamment ceux de Peter Hammill en solo, et il est présent lors de la reformation de Van der Graaf Generator dans les années 2000.
Il a publié deux albums solo, des interprétations d'œuvres classiques à l'orgue : J.S. Bach - The Goldberg Variations (2003) et Gustav Holst - The Planets (2009).